# Francisco César Espinosa
Francisco César Espinosa (n.25 de noviembre de 1947 - † 18 de febrero de 2001, Chacabuco) fue un piloto argentino de automovilismo de velocidad. Conocido en el ambiente automovilístico como el Colo Espinosa, Compitió mayoritariamente en la categoría Turismo Carretera, de la cual se proclamaría campeón en el primer semestre del año 1980, debido a la creación de la Temporada 1979/80 del TC. Asimismo, se convirtió en el primer campeón del TC conduciendo un modelo Chevrolet Chevy y el primero en hacerlo bajo la autoregencia que impusiera la Asociación Corredores de Turismo Carretera, en respuesta al conflicto entre el Automóvil Club Argentino y la Confederación Argentina De Automovilismo Deportivo. Durante su incursión dentro del TC, participó con IKA Torino, Chevrolet Chevy y Ford Falcon, marca a la que llegaría por desavenencias con el equipo con el que obtuviera su campeonato. Se retiró del TC el 16 de diciembre de 1990 en Tandil. 
Falleció el 18 de febrero de 2001 en su ciudad natal, Chacabuco. Sus números finales en el TC muestran 119 carreras disputadas, dos triunfos y un campeonato, más tres marcas con las que compitió: IKA, Chevrolet y Ford.

## Palmarés
| Título  | Especialidad      | Marca           | Año     |
| ------- | ----------------- | --------------- | ------- |
| Campeón | Turismo Carretera | Chevrolet Chevy | 1979/80 |

### Sus victorias en el TC
| N.º de Carrera | Fecha                | Circuito                      | Vehículo        |
| -------------- | -------------------- | ----------------------------- | --------------- |
| 615            | 19 de agosto de 1979 | Vuelta de Coronel Pringles    | Chevrolet Chevy |
| 626            | 22 de junio de 1980  | Gran Premio Cuatro Provincias | Chevrolet Chevy |

Total: 2 victorias en 119 participaciones de Turismo Carretera